# Onderhandeling
Een onderhandeling is een proces waarmee twee personen of groepen (de partijen) proberen om door middel van voorstellen en tegenvoorstellen tot een overeenkomst te komen. Loven en bieden is een simpele vorm van onderhandelen (eendimensionaal) maar complexe onderhandelingen vergen creativiteit. Onderhandelen is naar zijn aard iets zakelijks, maar komt ook in de privésfeer veel voor ("Als jij de boodschappen doet, haal ik de kinderen van school"). De reden dat we onderhandelen is dat we proberen om iets te bereiken wat we anders niet zouden kunnen bereiken. Onderhandelen (in de privésfeer) is minder nodig als je elkaar veel gunt. Een alternatief voor onderhandelen is arbitrage waarbij de betrokken partijen de beslissing in handen van een onafhankelijke partij leggen.

## Voorbeelden

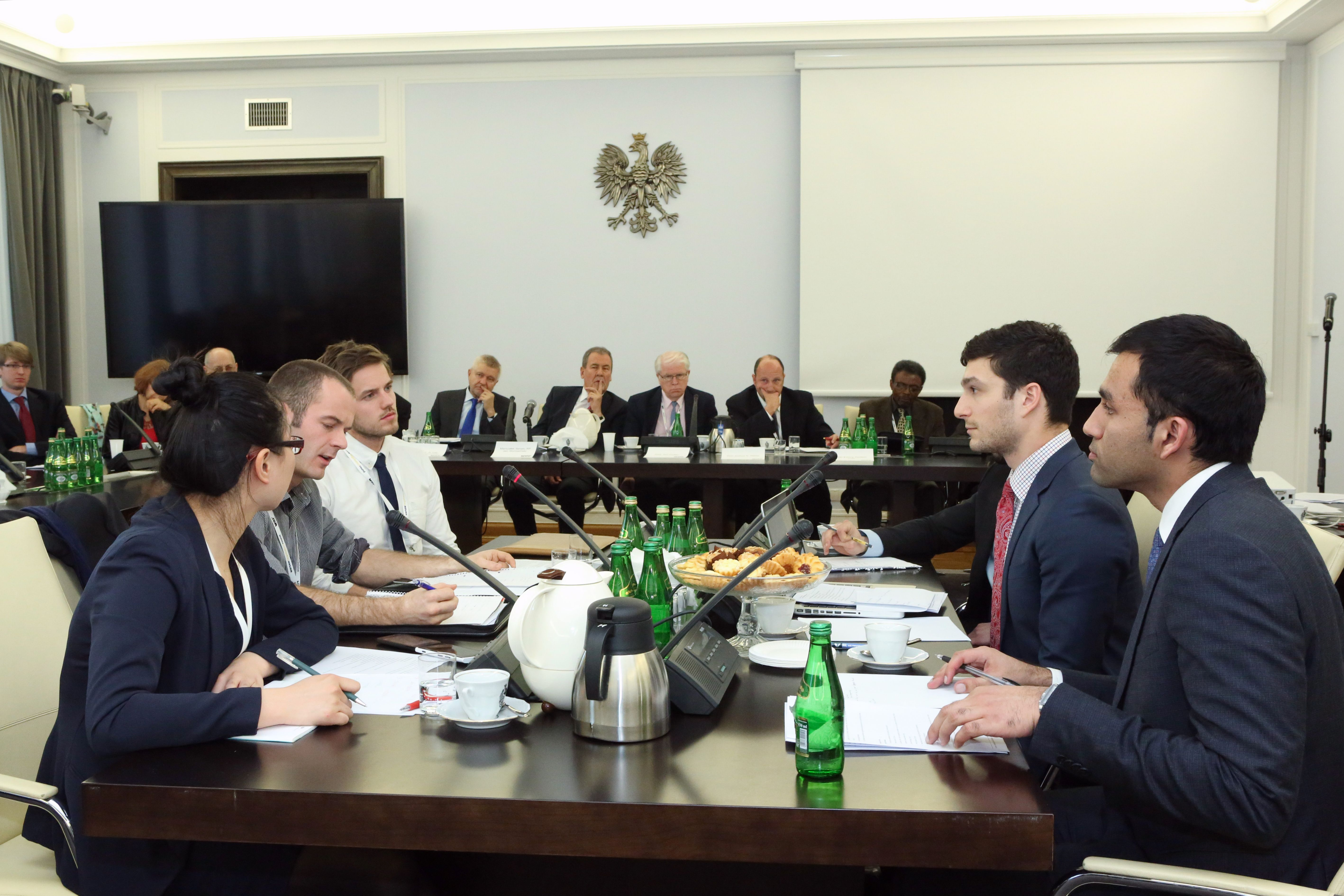
Deelnemers aan een internationaal onderhandelingstoernooi.

Voorbeelden van onderhandelingen zijn:
- Onderhandelingen voor het afsluiten van een zakelijk of maatschappelijk contract:
  - Onderhandelingen over prijzen en voorwaarden van een koopovereenkomst.
  - Onderhandelingen over salaris en andere arbeidsvoorwaarden
  - Onderhandelingen over regelgeving en beleid
- Onderhandelingen tussen staten:
  - Vredesonderhandelingen
  - Onderhandelingen over wapenbeheersing
  - Onderhandelingen over verdragen
  - Onderhandelingen over het lidmaatschap van de Europese Unie.
- Politieke en maatschappelijke onderhandelingen
  - Onderhandelingen, over het vormen van een coalitie voor de vorming van een kabinet of een ander bestuursorgaan.
  - Onderhandelingen tussen maatschappelijke groeperingen, hun belangenorganisaties en koepelorganisaties, en de overheid in een overlegmodel over regelgeving en beleid.

Een onderhandelaar is iemand die bij onderhandelingen namens een partij optreedt. Als onderhandelingen vastlopen, kan een buitenstaander eventueel een bemiddelingspoging doen.

## Onderhandelingstactiek
Er zijn twee onderhandelingsbenaderingen te onderscheiden:
de distributieve onderhandelinghiervan is sprake op het moment dat de onderhandelaar de intentie heeft om van de andere onderhandelaar (of andere partij) te winnen. Het doel is om waarde te claimen, zonder echt rekening te houden met de andere partij. Deze benadering wordt ook aangeduid als een nulsomspel (zero-sum) en is veelal gericht op een eenmalige of kortstondige samenwerking tussen beide partijen. Immers, hier zal meestal een slechte relatie uit komen en dat is niet bevorderlijk voor langdurige samenwerking.
de integratieve onderhandelinghiervan is sprake op het moment dat de onderhandelaar de intentie heeft om samen met de andere onderhandelaar tot een compromis te komen waar beiden baat bij hebben. Het doel is om gezamenlijk waarde te creëren, waarbij zoveel mogelijk rekening wordt gehouden met de wensen die beide partijen hebben. Deze benadering wordt ook aangeduid als non-zero-sum en is veelal gericht op een langdurige samenwerking tussen beide partijen.
In de praktijk zal geen enkele onderhandeling puur distributief of integratief zijn, maar zal er van beiden wel iets kenbaar zijn.
Geïntegreerde onderhandelingenDit wordt soms als derde tactiek gezien waarbij de onderhandelaars niet over een onderwerp tot een overeenkomst trachten te komen maar een hele set aan onderwerpen tegelijkertijd afhandelen. Het voordeel is dat men in een keer klaar is. Het nadeel is dat men nadien met een hele set akkoorden zit waar men goed- of afkeuring op geeft. Voorbeelden zijn grote zakelijke overeenkomsten, fusies, handelsverdragen en kabinetsformaties.

## De Harvard-methode
Aan de Amerikaanse Harvard-universiteit is een methode ontwikkeld om effectieve onderhandelingen te voeren, The Harvard negotiation project. Het idee erachter is dat onderhandelingen vaak schadelijk zijn terwijl dit niet zou hoeven.
- Het gaat bijvoorbeeld mis op de inhoud. Dan wordt er een compromis gevonden terwijl er veel betere alternatieven mogelijk waren. Beide partijen hadden allebei kunnen krijgen wat ze willen maar hebben dit nooit ingezien.
- Het onderhandelingsproces is uitputtend omdat het stress geeft.
- De persoonlijke relatie tussen de onderhandelende partijen wordt beschadigd waardoor men hierna niet meer goed kan samenwerken. Bijvoorbeeld wanneer twee zakenpartners een samenwerking aan willen gaan of een bedrijf willen opzetten maar na de onderhandelingen zijn ze elkaar gaan wantrouwen en komt de samenwerking niet meer van de grond.

Maar al te vaak komt dit door verkeerde onderhandelingstactieken of doordat een van de partijen oneigenlijke methode gebruikt (zie hardballtactieken verderop in dit artikel).
De Hardvard-methode gaat uit van vier principes en er wordt geen gebruik gemaakt van een proces of regels. Onderhandelen is een creatief proces waarin vooral openheid, begrip en geduld de hoofdrol spelen en dat in vrijheid doorlopen dient te worden. Goede onderhandeling verlopen in gelijkwaardigheid. Wanneer de ene partij macht heeft over de andere is er eigenlijk geen sprake van onderhandelen maar van opleggen.
Het eerste principe stelt: de relatie mag geen rol spelen. Wanneer de ene partij macht heeft(of gebruikt) dan de tegenpartij zal deze de eigen wil doordrukken (win-verlies), tegenover een vriend zal men sneller geneigd zijn toe te geven (verlies-win) en wanneer men iemand niet mag zal men sneller dwarsliggen (win-verlies). De inhoud zou als enige moeten spelen maar in de praktijk, met alle emoties kan dit moeilijk zijn. Voordat de onderhandelingen beginnen moet men weten of men zich vrij of juist onder druk gezet voelt en of er goede communicatie is tussen beide partijen. Wanneer het ego mee gaat spelen lopen de onderhandelingen juist vast of komen verkeerde tactieken in het spel.
Het tweede principe stelt dat men pas laat in de onderhandeling posities inneemt. Een veel gemaakte fout is dat men al denkt te weten wat men wil maar niet meer open staat voor alternatieven. Vaak gaat men over tot onderhandeling over slechts een onderdeel (bijvoorbeeld de prijs) en vindt men een compromis dat ofwel verworpen wordt ofwel dat beide partijen met tegenzin een onacceptabele prijs accepteren. Openheid over de eigen wensen lijkt intuïtief wellicht onverstandig maar leidt juist tot betere oplossingen. Als men geen posities inneemt maar juist aangeeft waarom men bepaalde doelen heeft en hier ook open over is kan er vaak een creatieve oplossing gezocht worden. Door zich in elkaars posities te verdiepen kan men inzien dat het eigen standpunt wellicht toch niet klopt of dat de ander een goed punt heeft. Wanneer men elkaars posities en drijfveren niet onderkent dan zullen de onderhandeling vanuit wantrouwen en vooroordelen gevoerd worden.
Het derde principe stelt dat alle partijen criteria formuleren waaraan de oplossing moet voldoen. Bijvoorbeeld als een groep vrienden uit eten gaat en een restaurant gaat kiezen kan men beter de wensen uiten (zoals parkeergelegenheid, menukeuze en sfeer) dan dat iedereen een restaurant aanwijst. Een ander voorbeeld waren de vredesonderhandelingen tussen Israël en Egypte over de Sinaï. Israël had de Sinaï ingenomen na de Zesdaagse Oorlog. Egypte wilde het gebied terug maar Israël vreesde een invasie door Egypte vanuit dit gebied. De Sinaï opsplitsen was daarom voor beide partijen geen optie. De creatieve oplossing werd bereikt doordat Israël bereid was de Sinaï te verlaten en Egypte beloofde hier slechts een beperkte militaire aanwezigheid onder te brengen. Beide partijen konden dit voorstel accepteren.
Het vierde principe stelt dat er iets te kiezen moet zijn. Uit onderzoek blijkt dat men makkelijker tot een overeenkomst komt wanneer men uit meerdere goede opties kan kiezen. Men kan daarom beter met meerdere voorstellen komen.
Een hulpmiddel is het gebruik van objectieve criteria. Dit kan sturing bieden in het onderhandelingsproces maar hoeven niet de boventoon te voeren. Vooral wanneer bovenstaande principes geen uitkomst bieden kunnen deze criteria helpen. Objectieve criteria zijn bijvoorbeeld taxaties om een prijs te bepalen of jurisprudentie. Daarnaast kan men er rekening mee houden dat voor de tegenpartij gezichtsverlies voorkomen moet worden.

## Loven en bieden
Loven en bieden is een onderhandelingsproces waarbij slechts eendimensionaal of lineair onderhandelt wordt. Het gaat dan vaak om een prijs van een product of dienst. Het onderhandelingsproces bestaat uit een reeks van voorstellen en tegenvoorstellen. In principe zal elk volgende bod dichter bij de wens van de andere partij liggen. De partijen geven steeds een beetje toe, totdat ze het eens worden of totdat ze concluderen dat ze het niet eens kunnen worden. De voorstellen die een partij doet, dienen niet alleen om te zien of de tegenpartij ermee akkoord gaat, ze dienen ook om de reactie van de tegenpartij te peilen.
In het meest eenvoudige onderhandelingsgesprek tussen een koper en verkoper zijn een aantal onderdelen te herkennen. Een verkoper van bijvoorbeeld een tweedehands auto heeft bijvoorbeeld een vraagprijs in gedachte, maar zal ook gebruikmaken van een richtprijs die hij graag zou willen hebben. De vraagprijs zal hoger liggen dan de richtprijs. Daarnaast zal de verkoper ook een uiterste prijs hebben. Komt een eventueel tegenbod onder de uiterste prijs, dan is de kans groot dat de onderhandeling vastloopt en er dus geen compromis zal worden bereikt. Tegelijkertijd heeft een koper  eveneens een bepaalde richtprijs die hij zou willen uitgeven en een uiterste prijs wat hij maximaal zou willen betalen. Wordt deze uiterste prijs overschreven, dan zal wederom de kans groot zijn dat de onderhandeling vastloopt. Gedurende de onderhandeling tussen een verkoper en koper zal er dus het een en ander aan informatie worden uitgewisseld waarbij de verkoper probeert een zo hoog mogelijke bedrag te krijgen en de koper een zo laag mogelijke prijs.
Het bovenstaande verhaal kan het best worden toegelicht aan de hand van een voorbeeld:
Frank is in het bezit van een auto en wil deze graag verkopen omdat hij aan het sparen is voor een nieuwe auto. De auto is in een goede staat, maar heeft op een paar plaatsen wat lichte krasjes. Matthijs is op zoek naar een andere auto aangezien zijn huidige auto veel mankementen vertoont. Frank zou voor zijn auto € 6500 willen hebben, maar omdat hij verwacht dat er wordt onderhandeld vanwege de lichte krasjes zet hij zijn auto te koop voor € 7000. Hij neemt zichzelf voor om de auto niet voor een bedrag lager dan € 5600 te verkopen. Matthijs heeft de laatste maanden wat geld bij elkaar gelegd en wil graag een auto met wat extra comfort. Hij zoekt naar een auto van ongeveer € 6100, maar als hij echt een mooie auto tegenkomt is hij bereid zijn budget te verhogen tot maximaal € 7200. Via een website komen Frank en Matthijs met elkaar in contact. Tijdens de kennismaking merkt Matthijs gelijk al wat puntjes op waarvan hij vindt dat de prijs lager zou moeten uitvallen. Niet alleen de lichte krasjes op de bumper zijn hier debet aan, maar ook de uitlaat die binnenkort vervangen zou moeten worden is een punt van kritiek. Om die reden brengt Matthijs een bod uit van € 5800. Het is nu aan Frank om te bepalen of hij met dit bedrag akkoord gaat. Aan de ene kant is het bedrag hoger dan de € 5600 die hij minimaal zou willen hebben, maar het liefst zou hij toch wat meer willen hebben. Frank besluit hierop om een tegenbod te doen van € 6300. Dit bedrag ligt net boven het target dat Matthijs in gedachte had en net onder het target dat Frank zelf in gedachte had.
Uiteraard zal de uitkomst van het bovenstaande voorbeeld van verschillende factoren afhangen, maar in een ideale situatie zullen ze tot een compromis komen. Er is echter wel een onderscheid te maken in informatie die openbaar is en informatie die gesloten is. Voor zowel Frank als Matthijs geldt dat ze een bepaalde uiterste prijs hebben (de resistance point), en een richtprijs (de target point). Hoewel het niet verstandig is tijdens of naderhand de uiterste prijs aan de andere partij prijs te geven, kan door middel van onderhandelen wel beetje bij beetje worden achterhaald wat de uiterste prijs is. Het nadeel is wel dat het overschrijden van de uiterste prijs ervoor kan zorgen dat de onderhandeling vastloopt.

## Hardballtactieken
Hardballtactieken worden (vooral in distributieve onderhandelingen) gebruikt om de andere onderhandelaar onder druk te zetten of te imponeren. Deze tactieken hebben niets te maken met het materiële aspect van de onderhandelingen maar zijn puur bedoeld om de eigen positie te verbeteren en die van de ander te verslechteren. Een belangrijke factor bij hardballtactieken is het gebruik van macht over de andere onderhandelaar, en het zal dan ook het meest effectief zijn bij onderhandelaars met een slechte machtspositie, weinig ervaring en/of onderhandelaars die slecht zijn voorbereid. Aan de andere kant kan het gebruik van hardballtactieken ook averechts werken, en dit gebeurt vooral in onderhandelingen waarbij de andere onderhandelaar toch beter in de onderhandeling zit of de truc doorziet: de ander kan dan besluiten de onderhandelingen af te breken waarna men concessies moet doen om de ander terug naar de onderhandelingstafel te krijgen. Ook voor een onderhandelaar die deze tactieken niet wil gebruiken is het belangrijk om te weten hoe deze werken, hoe deze te herkennen en hoe ermee om te gaan. Hardballtactieken werken vaak alleen op de korte termijn maar richten ook veel schade aan in de relatie tussen de partijen en staan een goede samenwerking en nieuwe onderhandelingen in de weg.
Opzettelijke misleiding
- Valse feiten: een onderhandelaar kan onjuiste feiten presenteren, bijvoorbeeld zeggen dat die tweedehands auto van een oud dametje was dat er nauwelijks in reed. De ander kan zich hiertegen wapenen door niet voetstoots zaken aan te nemen en feiten te verifiëren.
- Valse autoriteit: iemand is helemaal niet bevoegd, waardoor de ander wel en hij niet aan concessies gebonden is. Hier kan men zich tegen wapenen door de ander´s bevoegdheid te verifiëren en door te weigeren zich ook maar ergens aan gebonden te achten als de ander dat ook niet is.
- Valse intenties: het is mogelijk dat de ander te kwader trouw onderhandelt. Hier kan men zich contractueel en juridisch tegen beschermen.

Psychologische oorlogsvoering
- Stressvolle situatie: toen Emil Hácha in 1939 Adolf Hitler bezocht om de toenemende spanningen tussen hun landen te bespreken, liet Hitler hem opzettelijk tot in het holst van de nacht wachten. Ook werd het Hácha, die een verstokte roker was, verboden te roken. Hitler doodde ondertussen de tijd door naar een film te kijken. Hiermee wilde hij Háchas weerstand uithollen door een stressvolle situatie voor hem te creëren. Een bedrijf kan een onderhandelaar opzettelijk lang laten wachten, of een (oncomfortabele) stoel aanbieden in een tochtige hoek of vlak naast een hete radiator of stinkend toilet. Een onderhandelaar kan dit opvangen door de onderhandelingen op een neutrale locatie te laten plaatsvinden.
- Persoonlijke aanvallen: Een vergelijkbare tactiek is iemand persoonlijk aanvallen. Ook hier bestaat een beroemd voorbeeld: toen Hitler in 1938 Schuschnigg ontving, wilde deze laatste het gesprek inleiden met vleiende opmerkingen over het uitzicht. Hitler reageerde hier botweg op dat ze heus niet bijeengekomen waren om over het uitzicht en het weer te praten, en zette daarmee direct een vijandige toon. Men kan denken aan opmerkingen over het uiterlijk (Zozo jij hebt het blijkbaar laatgemaakt!, Dat mantelpakje kan eigenlijk niet, Hmmmm, misschien moet ik je uitleggen hoe je een stropdas knoopt...), de ander telkens in de reden vallen of hem onkunde of slechte voorbereiding verwijten (Als je je beter had voorbereid, dan had je gezien dat..., Dat is de zoveelste keer dat je dat zegt, nu weten we het wel.). Men kan zich hiertegen wapenen door zich niet van de wijs te brengen, aan het standpunt vast te houden, en de wederpartij te wijzen op onacceptabel gedrag en eventueel te dreigen de onderhandelingen te stoppen als de wederpartij geen respect kan tonen.
- Good cop/bad cop: deze tactiek kan worden toegepast op het moment dat er onderhandelingen plaatsvinden waarbij wordt onderhandeld in tweetallen en/of groepen. Een van de onderhandelaars (de bad cop) is de agressieve onderhandelaar die het maximale voor zijn partij probeert te halen. De andere onderhandelaar (de good cop) probeert in de onderhandeling de andere partij te helpen door tussentijds een aanbod te doen die beter lijkt (maar vaak in essentie weinig verschilt van dat van de bad cop). Een dergelijke tactiek vereist een goede samenwerking tussen de twee onderhandelaars waarbij ze in staat moeten zijn om op elkaar in te spelen. Het gevaar van deze tactiek schuilt in het opgaan in de rol van good cop of bad cop, waardoor het uiteindelijke doel uit het oog wordt verloren. De good cop loopt het risico te veel toe te geven, de bad cop loopt het risico de wederpartij van de onderhandelingstafel weg te jagen. Een onderhandelaar kan dit ondervangen door zich niet van de wijs te laten brengen en aan beiden dezelfde verlangens kenbaar te maken. Eventueel kan hij de onderhandelingen beëindigen of de bad cop vragen niet meer aan de onderhandelingen deel te nemen omdat zijn gedrag niet acceptabel is.
- Lowball/highball: onderhandelaars beginnen de onderhandeling met een extreem laag (of hoog) bod waardoor de andere onderhandelaar (of partij) - in de meest ideale situatie - zijn eigen uitgangspunten zal moeten bijstellen. Het gevaar van deze tactiek is dat de andere partij de onderhandeling als verspilde tijd en moeite zal gaan zien en derhalve de onderhandeling zal afbreken. Een onderhandelaar die met een highball of lowball te maken krijgt moet sterk in zijn schoenen staan en zich bewust zijn van zijn eigen kwaliteiten en positie. Hij kan vervolgens de onderhandelaar vragen voor een meer redelijk bod, en eventueel bereid zijn de onderhandelingen te beëindigen.
- Bogey: indien in een onderhandeling meerdere onderdelen een rol spelen, kan door een onderhandelaar een onderdeel die juist niet van belang is ontzettend belangrijk worden gemaakt. Vervolgens zal het bij de waardeverdeling - als onderdeel van de onderhandeling - dit onderdeel als concessie worden ingezet. Het lijkt dan alsof de onderhandelaar veel inlevert om tot een overeenstemming te komen, terwijl dit eigenlijk niet zo is. Een onderhandelaar kan zich hiertegen wapenen door goed in het oog te blijven houden welk resultaat hij zelf wil bereiken.
- Chicken: bij deze tactiek wordt de andere onderhandelaar behoorlijk onder druk gezet door een bluf van de onderhandelaar. De andere onderhandelaar krijgt de keuze om mee te gaan in het aanbod of om uit de onderhandeling te stappen (chicken out). Vaak wordt de andere onderhandelaar onder druk gezet door aannames van gevolgen die zich voor kunnen doen, of middels extreem korte deadlines. Een onderhandelaar kan zich hiertegen wapenen door simpelweg te verklaren dat alle punten gewoon netjes en ter goede trouw moeten worden uitonderhandeld, en eventueel bereid te zijn uit de onderhandelingen te stappen.
- Snow job: bij deze tactiek wordt de andere onderhandelaar overladen met allerlei relevante én irrelevante informatie waardoor - in de ideale situatie - de andere onderhandelaar het spoor bijster is. Hiervan kan de onderhandelaar gebruikmaken door een aanbod te doen waarvan de andere onderhandelaar niet meer weet wat hoofdzaak en bijzaak is. Soms wordt na een lange resultaatloze discussie de ander onder druk gezet akkoord te gaan omdat het 'te lang duurt', waarbij de ander de schuld krijgt van de lang voortslepende onderhandelingen. Onderhandelaars kunnen zich tegen deze tactiek wapenen door 1) veel vragen te stellen tot ze een bevredigend antwoord hebben, 2) experts in te schakelen die meer over een bepaald onderdeel weten, 3) goed te luisteren en de onderhandelaar te betrappen op inconsistenties in antwoorden en 4) zich niet onder druk te laten zetten met argumenten dat het te lang duurt en dat er nu een overeenstemming moet komen.
- Chantage: De hardste, maar ook de riskantste onderhandelingstechniek is het uiten van dreigementen: 'akkoord gaan of anders...' In de ideale situatie laat de wederpartij zich intimideren en gaat hij akkoord. Aan deze tactiek kleven echter drie nadelen. Ten eerste wordt de relatie vergiftigd: na een dreigement kan de situatie snel naar een conflict escaleren, vooral wanneer de wederpartij met represailles dreigt. Hoe dan ook zal de relatie bedorven zijn en zal langdurige samenwerking zeer bezwaarlijk worden. Ten tweede zal men wanneer de wederpartij niet op het dreigement reageert dit wel moeten uitvoeren om de geloofwaardigheid niet te verliezen, terwijl het daar niet om te doen is: men wil dat de wederpartij akkoord gaat. Aan het uitvoeren van dreigementen kleven bovendien vaak kosten en risico's. Ten derde raakt men meestal door het uitvoeren van het dreigement het machtsmiddel kwijt waardoor de ander in een positie komt dat deze niets meer te verliezen heeft. Een onderhandelaar die hiermee te maken krijgt zal de kans dat het dreigement wordt uitgevoerd moeten incalculeren maar zich ook moeten realiseren dat dit ook niet in het voordeel van de andere partij is. Hij kan de wederpartij direct op zijn gedrag aanspreken, en erop wijzen dat niemand hier voordeel bij heeft. Ook hier zal hij er rekening mee moeten houden dat het wellicht beter is niet verder te onderhandelen.

Positiemisbruik. Een partij probeert er hierbij te zorgen dat hij geen concessies kan doen maar de ander wel.
- Nibble: bij deze tactiek wordt - zodra de overeenkomst zo goed als rond is - een laatste concessie van de andere partij verwacht. Hiermee probeert de onderhandelaar met een laatste punt alsnog extra waarde naar zich toe te trekken in de hoop dat de ander, geïrriteerd door de voortslepende onderhandelingen en erop gebrand het af te ronden, makkelijk toegeeft. Soms probeert een onderhandelaar dit zelfs meerdere keren te herhalen. Een onderhandelaar kan zich hiertegen wapenen door te verklaren dat dit niet de afspraak was, en dat ofwel de oorspronkelijke deal zonder de verlangde concessie wordt gesloten, ofwel de onderhandelingen heropend worden hoe lang dit ook moge duren, of dat ze beëindigd zullen worden.
- Getimed uitstel: deze tactiek wordt gebruikt wanneer de ander aan een tijdslimiet vastzit. Men wacht tot het bijna verstrijken van deze tijdslimiet om de ander onder druk te zetten. Partijen kunnen zich hiertegen wapenen door hierop te anticiperen.
- Lock-in: opzettelijk een situatie creëren waarin men zonder gezichtsverlies niet terug kan. Een vakbondsleider kan bijvoorbeeld alvorens loononderhandelingen te beginnen een vlammende speech voor zijn achterban houden (´wij eisen ten minste 15%!´) om vervolgens in de onderhandelingen dit als een troef te gebruiken. Een onderhandelaar kan dit simpelweg negeren of (op beleefde toon) zeggen dat dit niet zijn probleem is.
- ´Mijn handen zijn gebonden´: de onderhandelaar vindt het een prima deal maar er is een klein probleem: zijn partner, baas, huwelijkspartner of aandeelhouder(s) zullen dit nooit accepteren. De ander kan vragen om ten minste de niet betwiste punten vast te leggen evenals de principale posities, en vervolgens in directe onderhandeling met de onwillige partner te treden.
- Weigering te onderhandelen: dit is lang niet altijd een echte weigering, vaak is het een ´hard to get´tactiek waarbij men hoopt dat de ander al concessies begint te doen voordat de onderhandelingen überhaupt zijn begonnen. Dit vereist vaak een langere adem en soms betrokkenheid van derden om de onderhandelingen op gang te brengen. Belangrijk is hier de verschillende standpunten, posities en verwachtingen in kaart te brengen. Uiteraard is het ook mogelijk dat er werkelijk geen mogelijkheid tot onderhandelingen is, in dat geval zal men een goede BATNA voorbereid moeten hebben.

## Batna & Watna
Het beste alternatief voor een optimaal onderhandelingsresultaat wordt wel aangeduid met de Engelstalige term BATNA (Best Alternative to a Negotiated Agreement). Voor onderhandelaars is de eigen en  de BATNA van de wederpartij van groot belang. Wanneer de BATNA in aantrekkelijkheid de mogelijke uitkomst van onderhandelingen benadert of overschrijdt, wordt het immers aantrekkelijk om de onderhandelingen af te breken en de BATNA te volgen. Bovendien is het ook goed mogelijk dat de wederpartij niet werkelijk tot een deal wil komen en slechts onderhandelt om tijd te rekken of de schijn op te houden, zoals bijvoorbeeld Oostenrijk-Hongarije jegens Servië tijdens de crisis van 1914. Als tegengestelde van de BATNA is het goed om te weten wat de WATNA (worst alternative to a negotiated agreement) is. Het is mogelijk dat geen deal slechter is dan een minder aantrekkelijk compromis. 
Men kan de eigen onderhandelingspositie derhalve versterken door de eigen BATNA te verbeteren en die van de wederpartij -indien mogelijk- te verslechteren. Dit kan geschieden door zelf op zoek te gaan naar alternatieven, indien mogelijk alternatieven van de wederpartij te blokkeren of te saboteren, of door de eigen uitgangspositie in een eventueel conflict alvast zo gunstig mogelijk te maken en die van de wederpartij te verslechteren. Een BATNA is derhalve ook een bescherming tegen een wederpartij de eerder genoemde hardball-tactieken inzet aangezien men altijd het afbreken van de onderhandelingen en het volgen van de BATNA als troef achter de hand heeft; beter een goede BATNA dan een slechte deal.
Wanneer men bijvoorbeeld over een regeringscoalitie tussen bijvoorbeeld het CDA en de PvdA onderhandelt, zijn er de volgende BATNA's (uitgaande van de situatie waarin het CDA de meeste Kamerzetels heeft): 
- CDA: het aangaan van een alternatieve coalitie met bijvoorbeeld D66, de VVD en/of de PVV;
- PvdA: krachtig oppositie voeren met andere linkse partijen (GL, SP) of zelfs achter de rug van het CDA om een alternatieve coalitie vormen met bijvoorbeeld D66 en de VVD (Paars) of zelfs de SP.

De BATNA's kunnen op de volgende manieren worden beïnvloed: 
- CDA kan de eigen BATNA verbeteren en die van de PvdA verslechteren door zelf alvast PVV, VVD en D66 te polsen;
- PvdA kan de eigen BATNA verbeteren en die van het CDA verslechteren door met D66, VVD en eventueel de SP te praten.

## Sluiten van een deal
Bij een onderhandeling wordt tijdens een of meerdere gesprekken van beide kanten geprobeerd om tot een overeenkomst te komen. Toch is het sluiten van de deal iets dat de nodige inspanning vereist, en in sommige gevallen kan een deal eerder en gemakkelijker worden gesloten met een van de volgende tactieken:
- Aanbieden van alternatieven: in plaats van een enkel aanbod kunnen er ook meerdere aanbiedingen naar de andere partij worden gedaan die min of meer hetzelfde in waarde zijn.
- Stel het sluiten van de deal voor (assume the close): vooral verkopers en vertegenwoordigers maken van deze tactiek gebruik waarbij eigenlijk al een overeenkomst wordt gesuggereerd. Veelal begint men al met het noteren van de overeenkomsten. Onder het mom van "zal ik het alvast in orde maken?" wordt de andere onderhandelaar onder druk gezet om de onderhandeling af te ronden.
- Deel het verschil (split the difference): het delen van het verschil is misschien wel een van de meest populaire afsluittechnieken. Veel onderhandelaars stellen dit voor op het moment dat de onderhandeling al een tijdje gaande is. Door beiden wat in te leveren kan dan uiteindelijk een overeenkomst worden gesloten.
- Het allerbeste bod (exploding offers): deze tactiek wordt toegepast om op zeer korte termijn een overeenkomst te bereiken. Een onderhandelaar kan bijvoorbeeld een scherpe offerte aanbieden aan de andere partij, op voorwaarde dat deze wel binnen 48 uur beslist. Op deze manier wordt er gebruikgemaakt van tijdsdruk.

## Meerpartijenonderhandelingen
De meest complexe onderhandelingen vinden plaats als er meer dan twee partijen zijn. Dat is vaak het geval in de politiek. Bijvoorbeeld, 25 landen moeten het eens zien te worden over een Verdrag tot vaststelling van een Grondwet voor Europa, of over de samenstelling van een Europese Commissie. Elk land wil zo veel mogelijk invloed, maar als men het niet eens kan worden, wordt er helemaal niets bereikt.
Een andere soort meerpartijenonderhandelingen vindt plaats na afloop van een verkiezing, als er een coalitie gevormd moet worden, omdat geen enkele partij de absolute meerderheid heeft behaald.
Bij meerpartijenonderhandelingen kan een kleine partij soms veel invloed uitoefenen, omdat andere partijen die partij nodig hebben om een meerderheid te kunnen vormen.

## Onderhandelingsstijlen
Willem Mastenbroek heeft in verschillende publicaties over onderhandelen de ideaaltypsche onderhandelaar van de twintigste eeuw geschetst. Hierbij heeft hij verschillende onderhandelingsstijlen onderkend:
- ethisch-overtuigende stijl, waarbij de onderhandelaar vertrouwen tracht uit te stralen
- analytisch-agressieve stijl, waarbij de onderhandelaar zaken toespitst op feiten en cijfers
- joviale-coöperatieve stijl, waarbij de onderhandelaar positief reageert om anderen voor zich in te nemen
- bewegelijk-agressieve stijl, waarbij de onderhandelaar met onverwachte wendingen initiatief en leiding neemt

Hiernaast heeft hij vier dilemma's van onderhandelingsgedrag gedefinieerd, te weten:
- Concessiebereidheid of standvastigheid van de tegenpartij
- Machtsmisbruik, bijvoorbeeld door bewust informatie te onthouden
- Relatievorming tussen leden van de verschillende delegaties, en
- Exploratie ofwel het exploreren van de mogelijkheden om tot overeenstemming te komen.

Onderhandelen is een kwestie van behoudzaam hanteren van deze dilemma's verder ook betreffende inhoud, machtsbalans, sfeer en procedures.